# Arquitectura del hielo en Aragón
La Arquitectura del hielo en Aragón es un conjunto de neveras y pozos de hielo construidos en su mayoría entre los siglos XVI y XVIII en Aragón (España) con el objeto de conservar la nieve y obtener hielo en épocas preindustriales. En julio de 2021, el Gobierno de Aragón aprobó el decreto por el que se declaraba Bien de Interés Cultural (BIC), en la categoría de monumento, una lista de estos elementos ubicados en 58 enclaves de las tres provincias aragonesas.

## Historia
Las neveras o pozos de hielo son una forma de arquitectura tradicional cuya finalidad era la obtención de hielo en épocas preindustriales. Aunque la conservación de la nieve ya se practicaba en la Antigüedad, esta práctica se generalizó a partir del Renacimiento y de la Edad Moderna. Debido a ello la mayoría de estas construcciones se construyeron principalmente entre los siglos XVI y XVIII, decayendo progresivamente su uso a lo largo del siglo XIX con la extensión de la electricidad y la aparición de medios industriales para la producción de hielo.

## Arquitectura
Aunque las neveras presentan diferencias entre ellas, ya que se construían adaptándose al terreno en que se ubicaban, todas ellas tienen unos rasgos comunes básicos. Por lo general, se trata de pozos cilíndricos excavados en el suelo, cubiertos con cúpulas o bóvedas construidas con piedra, ladrillo o tierra impermeable. En las cercanías de las neveras se ubicaba una era o raso en la cual se acumulaba la nieve que luego se recogía y se utilizaba para llenar las neveras.

## Elementos incluidos en la declaración

### Provincia de Huesca
| Nombre                                                                      | Lugar                  | Coordenadas                               | Imagen |
| --------------------------------------------------------------------------- | ---------------------- | ----------------------------------------- | ------ |
| Nevera de Benabarre                                                         | Benabarre              |                                           |        |
| Nevero del Campo San Juan-Pozo de hielo de la Barbacana                     | Barbastro              |                                           |        |
| Nevera de Candasnos                                                         | Candasnos              |                                           |        |
| Nevera de Lanaja                                                            | Lanaja                 |                                           |        |
| Nevera de Salillas                                                          | Salillas               |                                           |        |
| Nevera de Vicién                                                            | Vicién                 |                                           |        |
| Nevera de Yebra de Basa (Planeta del Pozo)                                  | Yebra de Basa          |                                           |        |
| Pozos de Bagüeste I, II y III en Peña Forcas                                | Bagüeste               |                                           |        |
| Pozos de hielo de Balasanz I y II en Lecina                                 | Bárcabo                |                                           |        |
| Pozo de hielo de Calasanz                                                   | Peralta de Calasanz    |                                           |        |
| Pozo de hielo de Campo Boltaña                                              | Boltaña                |                                           |        |
| Pozos de hielo en el paraje de Las Calmas (Las Calmas III a Las Calmas VII) | Nueno/Arguís           |                                           |        |
| Pozo de hielo de Casbas                                                     | Casbas                 | 42°08′57″N 0°08′49″O / 42.14917, -0.14694 |        |
| Pozo de hielo de Fraga                                                      | Fraga                  |                                           |        |
| Pozos de hielo Getsemaní I, II y III de Zurita                              | Baells                 |                                           |        |
| Pozo chelo de La Puebla de Castro                                           | La Puebla de Castro    |                                           |        |
| Pozo de nieve Os guarz                                                      | Labuerda               |                                           |        |
| Pozo de hielo de San Benito                                                 | Aínsa                  |                                           |        |
| Pozo de nieve de San Hipólito                                               | Castejón de Sobrarbe   |                                           |        |
| Pozo de hielo de Santa María de la Nuez                                     | Santa María de la Nuez |                                           |        |
| Pozo de hielo de Sariñena                                                   | Sariñena               |                                           |        |
| Pozo de hielo Sarsa de Surta II                                             | Paúles de Sarsa        |                                           |        |

### Provincia de Teruel
| Nombre                                             | Lugar                                              | Coordenadas | Imagen |
| -------------------------------------------------- | -------------------------------------------------- | ----------- | ------ |
| Nevera de Albalate del Arzobispo                   | Albalate del Arzobispo                             |             |        |
| Nevera de Alcaine                                  | Alcaine                                            |             |        |
| Nevera de Aguaviva                                 | Aguaviva                                           |             |        |
| Nevera de Belmonte de San José                     | Belmonte de San José                               |             |        |
| Nevera de Calanda                                  | Calanda                                            |             |        |
| Nevera de Camarillas                               | Camarillas                                         |             |        |
| Nevera de Cantavieja                               | Cantavieja                                         |             |        |
| Nevera de La Cañada de Verich                      | La Cañada de Verich                                |             |        |
| Nevera del Convento del Desierto                   | Convento del Desierto, Calanda                     |             |        |
| Nevera de La Cuba                                  | La Cuba                                            |             |        |
| Nevera de Estercuel                                | Estercuel                                          |             |        |
| Nevera de La Ginebrosa                             | La Ginebrosa                                       |             |        |
| Nevera de La Mata de los Olmos                     | La Mata de los Olmos                               |             |        |
| Nevera del Monasterio de Nuestra Señora del Olivar | Monasterio de Nuestra Señora del Olivar, Estercuel |             |        |
| Nevera de Montalbán                                | Montalbán                                          |             |        |
| Nevera de Puertomingalvo                           | Puertomingalvo                                     |             |        |
| Nevera de Rubielos de Mora                         | Rubielos de Mora                                   |             |        |
| Nevera de Valdealgorfa                             | Valdealgorfa                                       |             |        |
| Pozo de hielo de Mirambel                          | Mirambel                                           |             |        |

### Provincia de Zaragoza
| Nombre                                  | Lugar                    | Coordenadas                               | Imagen |
| --------------------------------------- | ------------------------ | ----------------------------------------- | ------ |
| Nevera de Alborge                       | Alborge                  |                                           |        |
| Nevera de Azuara                        | Azuara                   |                                           |        |
| Nevera de Biota                         | Biota                    |                                           |        |
| Nevera de Cosuenda                      | Cosuenda                 |                                           |        |
| Nevera de Culroya                       | Fuendetodos              | 41°20′16″N 0°57′47″O / 41.33778, -0.96306 |        |
| Nevera de la Erilla Alta                | El Frasno                |                                           |        |
| Nevera de Las Pedrosas                  | Las Pedrosas             |                                           |        |
| Nevera de Malanquilla                   | Malanquilla              |                                           |        |
| Nevera de Moyuela                       | Moyuela                  |                                           |        |
| Nevera de Paracuellos de la Ribera      | Paracuellos de la Ribera |                                           |        |
| Nevera de Santa Brígida                 | El Frasno                |                                           |        |
| Pozo de hielo de Bujaraloz              | Bujaraloz                |                                           |        |
| Pozo de hielo de Ejea de los Caballeros | Ejea de los Caballeros   |                                           |        |
| Pozo de hielo de Perdiguera             | Perdiguera               |                                           |        |
| Pozo de hielo de Piedratajada           | Piedratajada             |                                           |        |
| Pozo de hielo de San Lorenzo            | Uncastillo               |                                           |        |
| Pozo de hielo de Sádaba                 | Sádaba                   |                                           |        |